# Irish Masters
De Irish Masters was een professioneel snookertoernooi dat gehouden werd van 1975 tot 2007 in de buurt van de Ierse hoofdstad Dublin. Het werd georganiseerd sinds 1978, maar pas sinds 2003 telde het mee voor de rankings.
In 1998 was er opschudding toen Ronnie O'Sullivan z'n titel kwijtraakte aan Ken Doherty, doordat O'Sullivan positief testte in de drugstest. Hij bleek hasj te hebben gerookt.
Sinds het seizoen (2006-2007) telde het niet meer mee als rankingtoernooi.

## Winnaars
| Seizoen                                          | Winnaar           | Winnaar | Verliezend finalist | Verliezend finalist | Score |
| ------------------------------------------------ | ----------------- | ------- | ------------------- | ------------------- | ----- |
| Benson & Hedges Ireland Tournament (non-ranking) |                   |         |                     |                     |       |
| 1974/1975                                        | John Spencer      | ENG     | Alex Higgins        | NIR                 | 9-7   |
| 1975/1976                                        | John Spencer      | ENG     | Alex Higgins        | NIR                 | 5-0   |
| 1976/1977                                        | Alex Higgins      | NIR     | Ray Reardon         | WAL                 | 5-3   |
| Irish Masters (non-ranking)                      |                   |         |                     |                     |       |
| 1977/1978                                        | John Spencer      | ENG     | Doug Mountjoy       | WAL                 | 5-3   |
| 1978/1979                                        | Doug Mountjoy     | WAL     | Ray Reardon         | WAL                 | 6-5   |
| 1979/1980                                        | Terry Griffiths   | WAL     | Doug Mountjoy       | WAL                 | 9-8   |
| 1980/1981                                        | Terry Griffiths   | WAL     | Ray Reardon         | WAL                 | 9-7   |
| 1981/1982                                        | Terry Griffiths   | WAL     | Steve Davis         | ENG                 | 9-5   |
| 1982/1983                                        | Steve Davis       | ENG     | Ray Reardon         | WAL                 | 9-2   |
| 1983/1984                                        | Steve Davis       | ENG     | Terry Griffiths     | WAL                 | 9-1   |
| 1984/1985                                        | Jimmy White       | ENG     | Alex Higgins        | NIR                 | 9-5   |
| 1985/1986                                        | Jimmy White       | ENG     | Willie Thorne       | ENG                 | 9-5   |
| 1986/1987                                        | Steve Davis       | ENG     | Willie Thorne       | ENG                 | 9-1   |
| 1987/1988                                        | Steve Davis       | ENG     | Neal Foulds         | ENG                 | 9-4   |
| 1988/1989                                        | Alex Higgins      | NIR     | Stephen Hendry      | SCO                 | 9-8   |
| 1989/1990                                        | Steve Davis       | ENG     | Dennis Taylor       | NIR                 | 9-4   |
| 1990/1991                                        | Steve Davis       | ENG     | John Parrott        | ENG                 | 9-5   |
| 1991/1992                                        | Stephen Hendry    | SCO     | Ken Doherty         | IRL                 | 9-6   |
| 1992/1993                                        | Steve Davis       | ENG     | Alan McManus        | SCO                 | 9-4   |
| 1993/1994                                        | Steve Davis       | ENG     | Alan McManus        | SCO                 | 9-8   |
| 1994/1995                                        | Peter Ebdon       | ENG     | Stephen Hendry      | SCO                 | 9-8   |
| 1995/1996                                        | Darren Morgan     | WAL     | Steve Davis         | ENG                 | 9-8   |
| 1996/1997                                        | Stephen Hendry    | SCO     | Darren Morgan       | WAL                 | 9-8   |
| 1997/1998                                        | Ken Doherty       | IRL     | Ronnie O'Sullivan   | ENG                 | 3-9¹  |
| 1998/1999                                        | Stephen Hendry    | SCO     | Stephen Lee         | ENG                 | 9-8   |
| 1999/2000                                        | John Higgins      | SCO     | Stephen Hendry      | SCO                 | 9-4   |
| 2000/2001                                        | Ronnie O'Sullivan | ENG     | Stephen Hendry      | SCO                 | 9-8   |
| 2001/2002                                        | John Higgins      | SCO     | Peter Ebdon         | ENG                 | 10-3  |
| Irish Masters (ranking)                          |                   |         |                     |                     |       |
| 2002/2003                                        | Ronnie O'Sullivan | ENG     | John Higgins        | SCO                 | 10-9  |
| 2003/2004                                        | Peter Ebdon       | ENG     | Mark King           | ENG                 | 10-7  |
| 2004/2005                                        | Ronnie O'Sullivan | ENG     | Matthew Stevens     | WAL                 | 10-8  |
| Irish Masters (non-ranking)                      |                   |         |                     |                     |       |
| 2006/2007                                        | Ronnie O'Sullivan | ENG     | Barry Hawkins       | ENG                 | 9-1   |

¹ Ronnie O'Sullivan verloor zijn titel in 1998 nadat hij faalde voor een drugstest voor cannabis.